# Callejón de los Mártires
El Callejón de los Mártires (en azerí: Şəhidlər Xiyabanı; anteriormente el «Parque Kírov») es un cementerio y monumento conmemorativo en la ciudad de Bakú, capital de Azerbaiyán.  Se encuentra en una colina emn el sur de la ciudad y fue dedicado a los caídos por el ejército soviético durante el Enero negro y más tarde a los caídos en la guerra de Nagorno-Karabaj. En los últimos días de la Primera Guerra Mundial empezó un conflicto como consecuencia de la Guerra Civil Rusa. Cuatro grupos lucharon por el control de la zona cuando el imperio ruso se derrumbó. Luchando entre sí estaban los bolcheviques, mencheviques, armenios y azeríes. Muchas personas murieron en los combates como hombres de una pequeña fuerza británica enviada a Bakú para evitar que cayera en las manos de los otomanos o los alemanes. En el Callejón hay fosa común, en la que se enterraron víctimas no identificadas.

## Historia
Anteriormente en el sitio del Callejón de los Mártires había enterrados los soldados azerbaiyanos y turcos que perdieron la vida en las batallas por la liberación de Bakú de la ocupación bolchevique-dashnak en el año 1918. Después de la que los bolcheviques llegaron al poder, en 1935 el cementerio fue destruido, y aquí fue creado un parque, donde se instalaron un monumentpo de Sergúei Kirov. tras la caída de la Únion Soviética, el monumento de Kirov fue desmontado, el parque fue eliminado y el sitio fue reinstaurada como un cementerio de los héroes nacionales de Azerbaiyán. 
En "Enero Negro", cuando en la noche del 19 al 20 de enero el ejército soviético invadió y atacó a Bakú, 134 civiles fueron asesinados. Ellos fueron enterrados aquí, y el sitio se ha denominado el Callejón de Mártires. El 22 de enero de 1990, durante las excavaciones de  los túmulos, fueron encontrados los cadáveres de las víctimas de masacre de marzo de 1918. Más tarde las víctimas de la guerra de Nagrno-Karabaj también enterran aquí. 
En 1996, en el Callejón, con la ayuda del gobierno turco fue construido la Mezquita de los Mártires. De 2009 a 2017 la mezquita estaba cerrada para su renovación. 
En 1998 por orden de Heydar Aliyev en el Callejón de Mártires fue instaurado el complejo conmemorativo "El fuego eterno".

## Galería

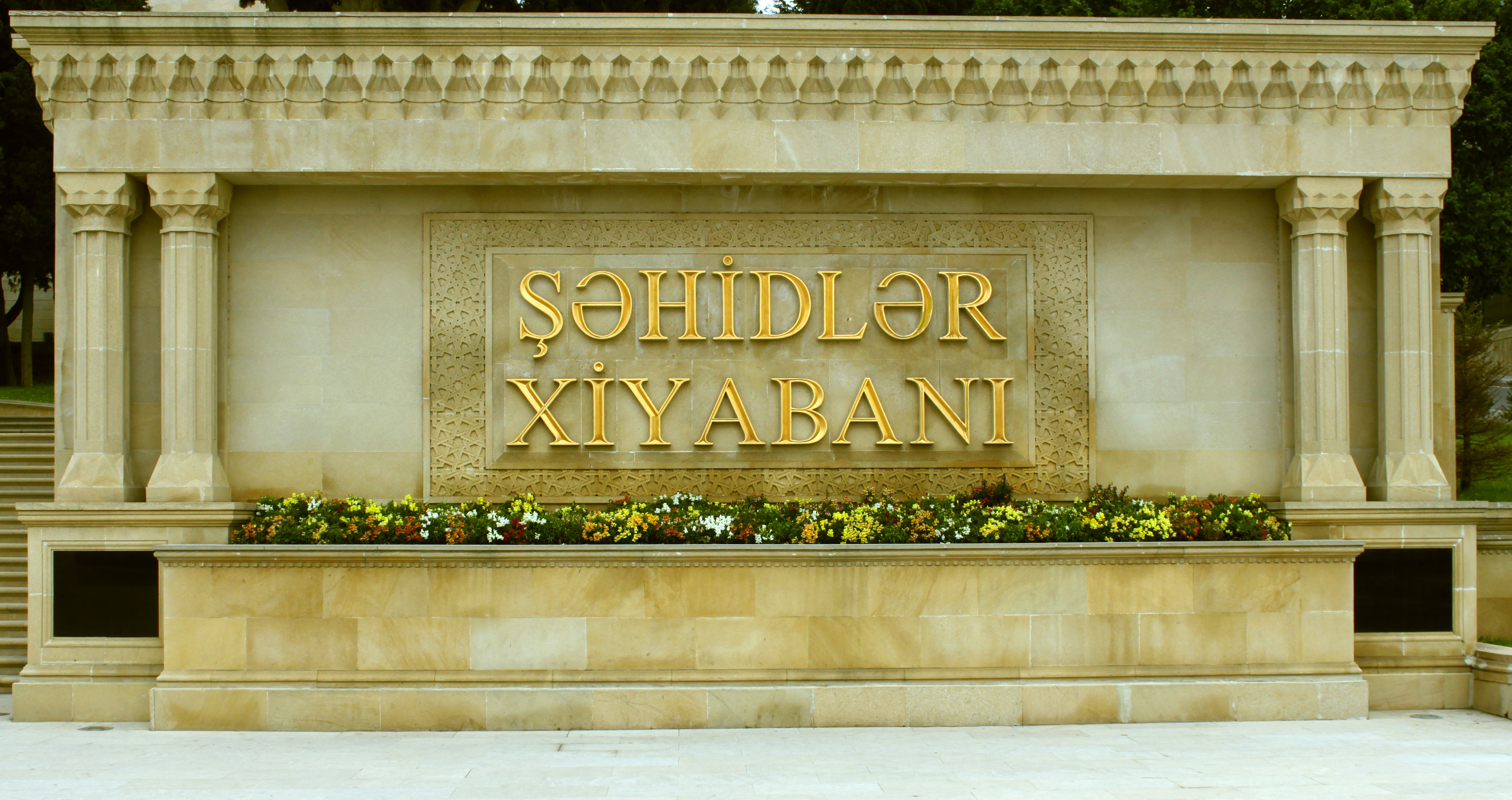
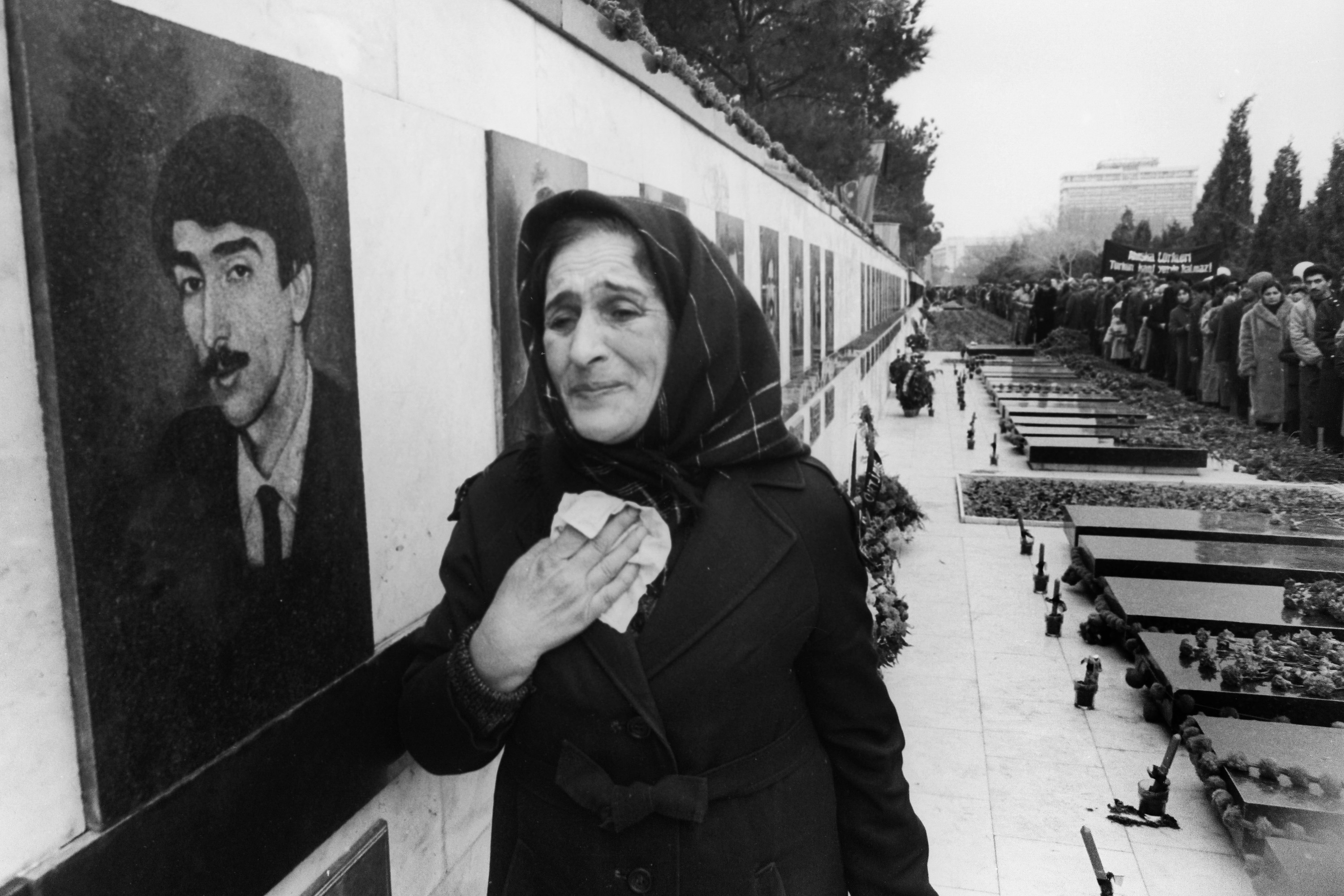
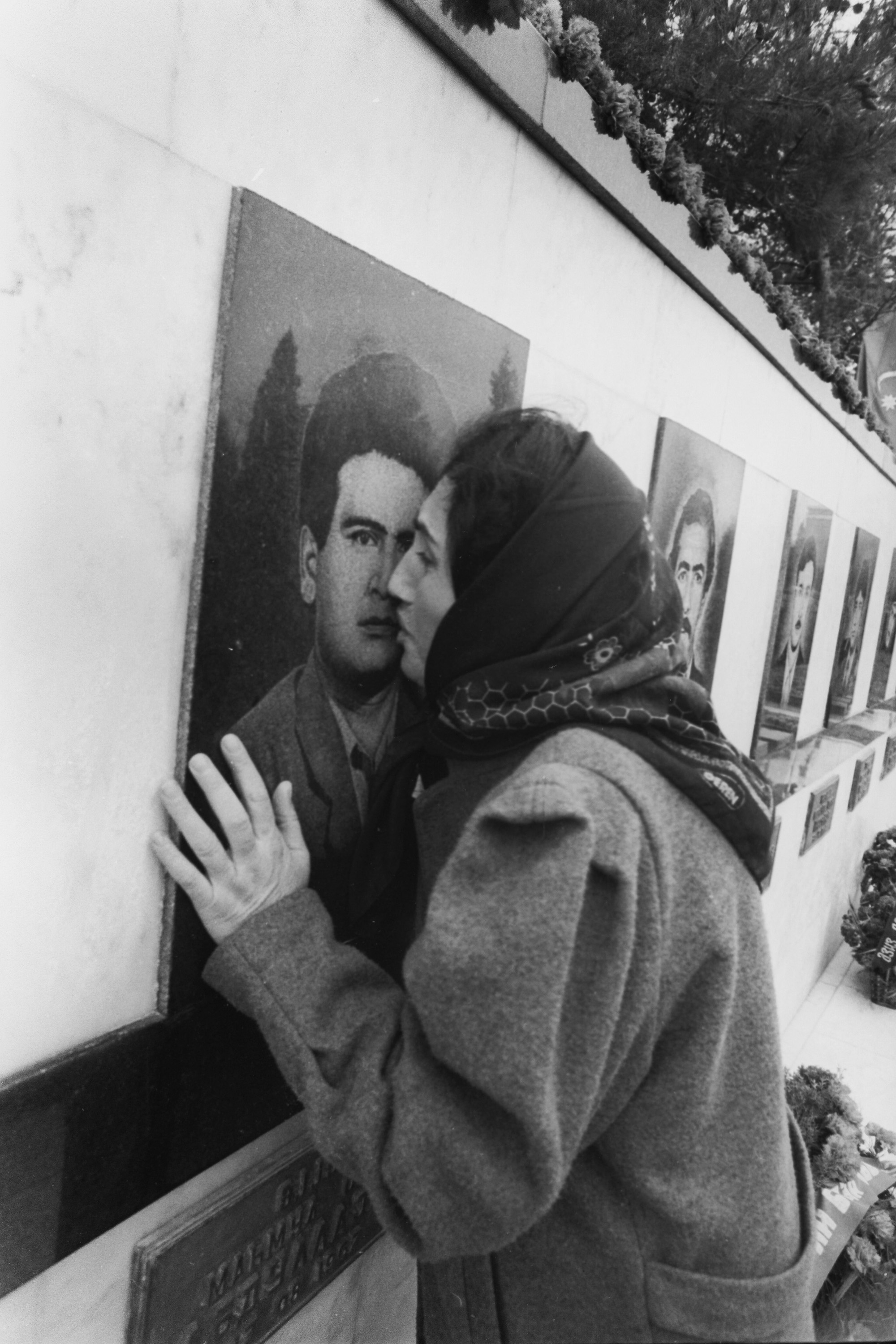
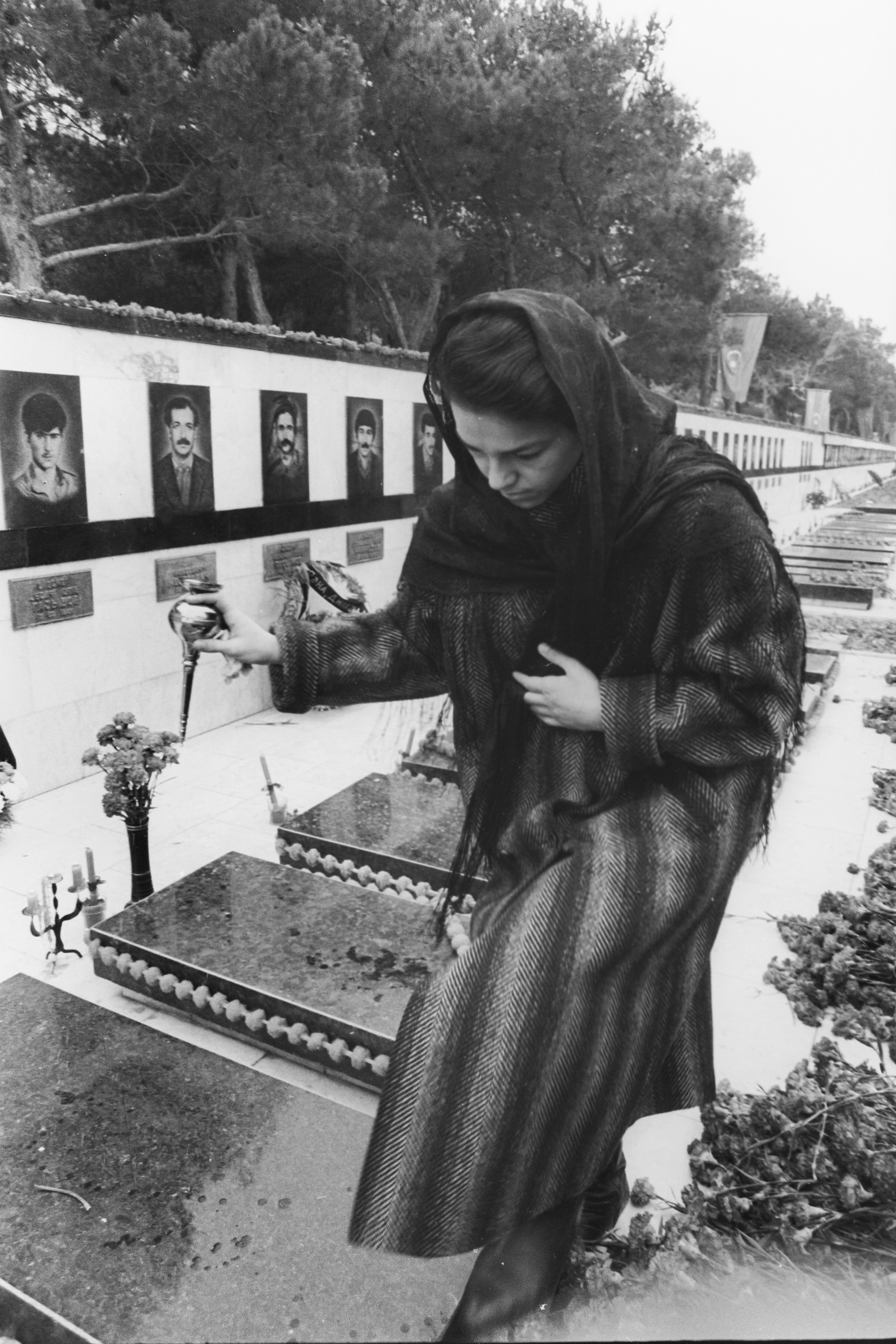
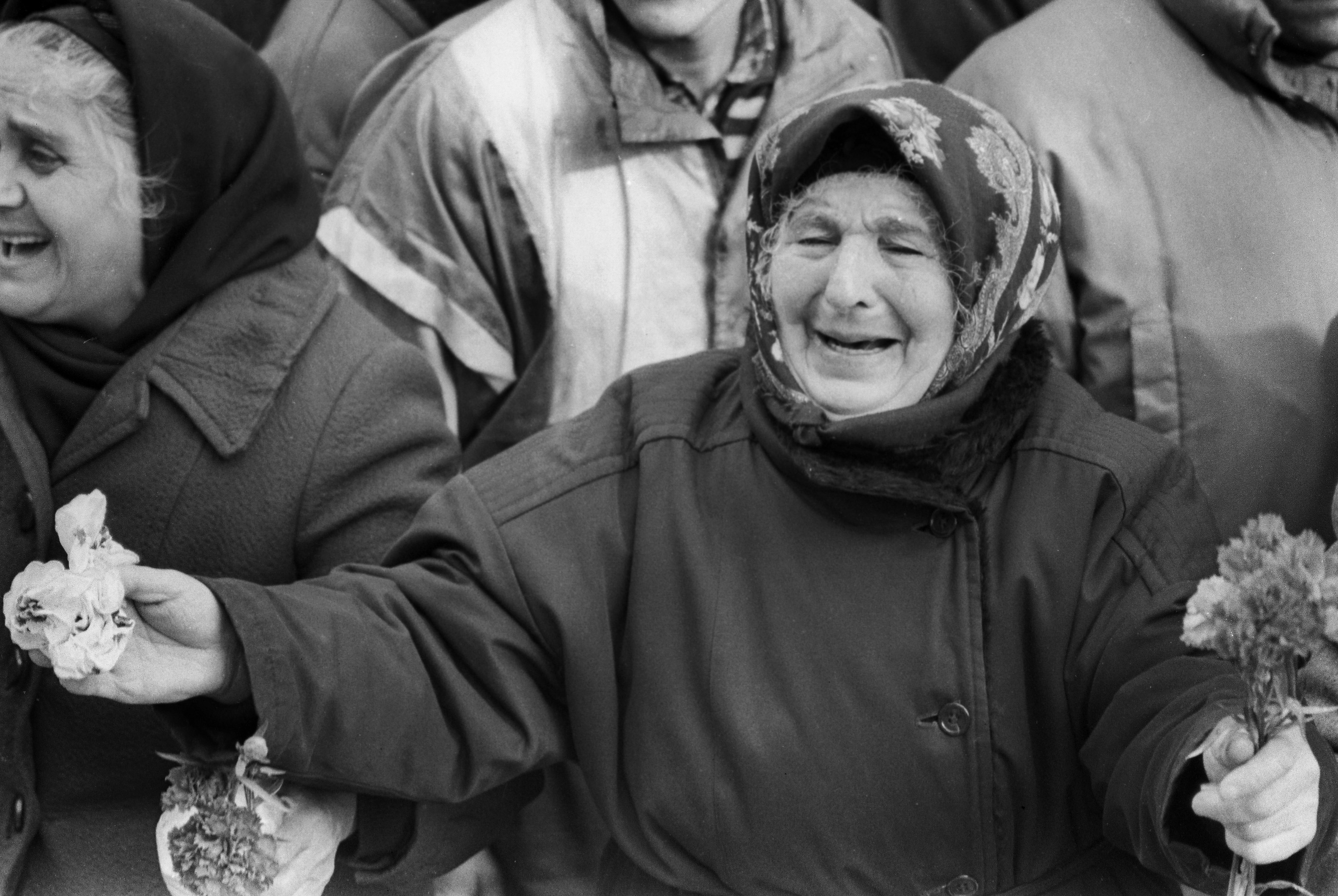
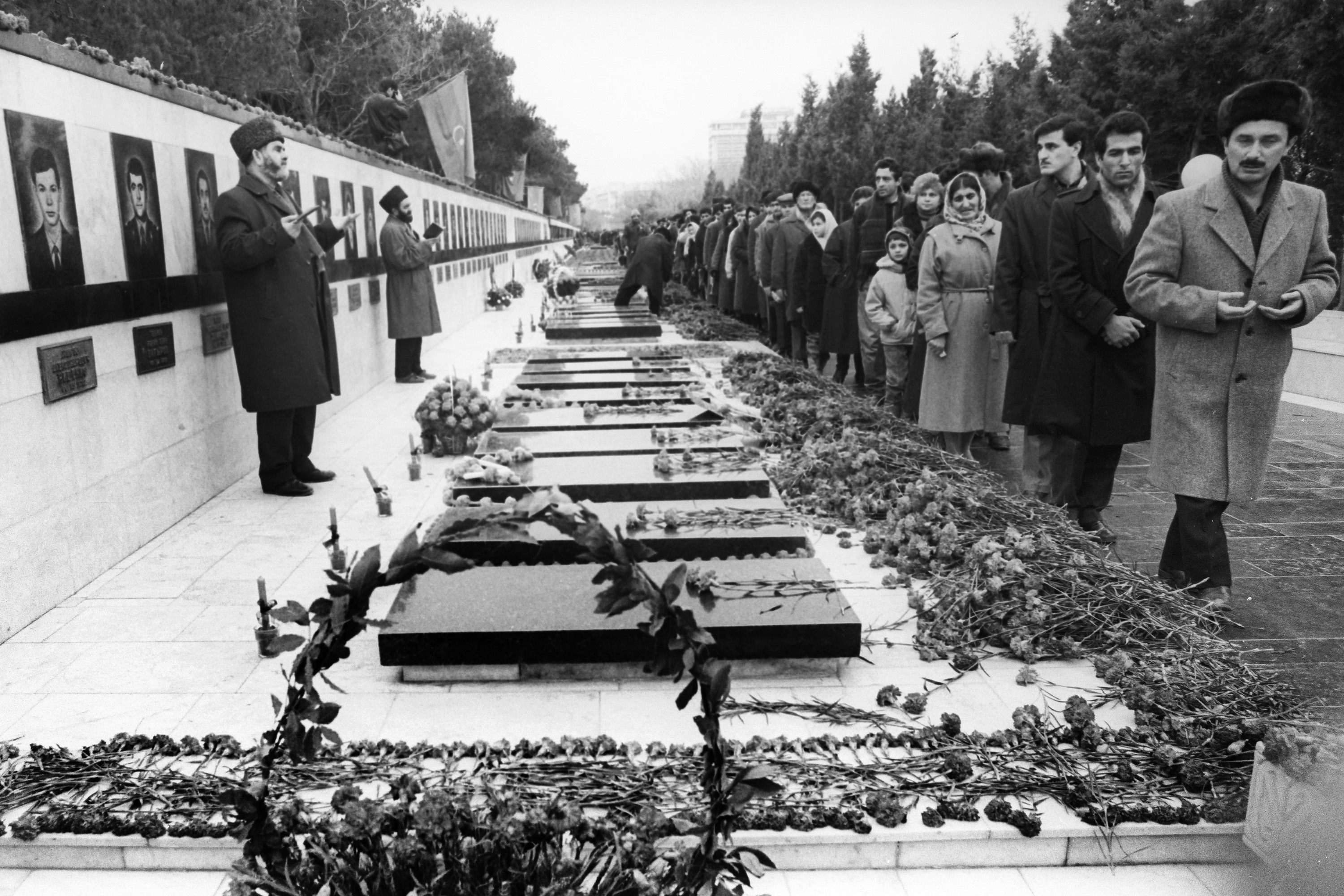
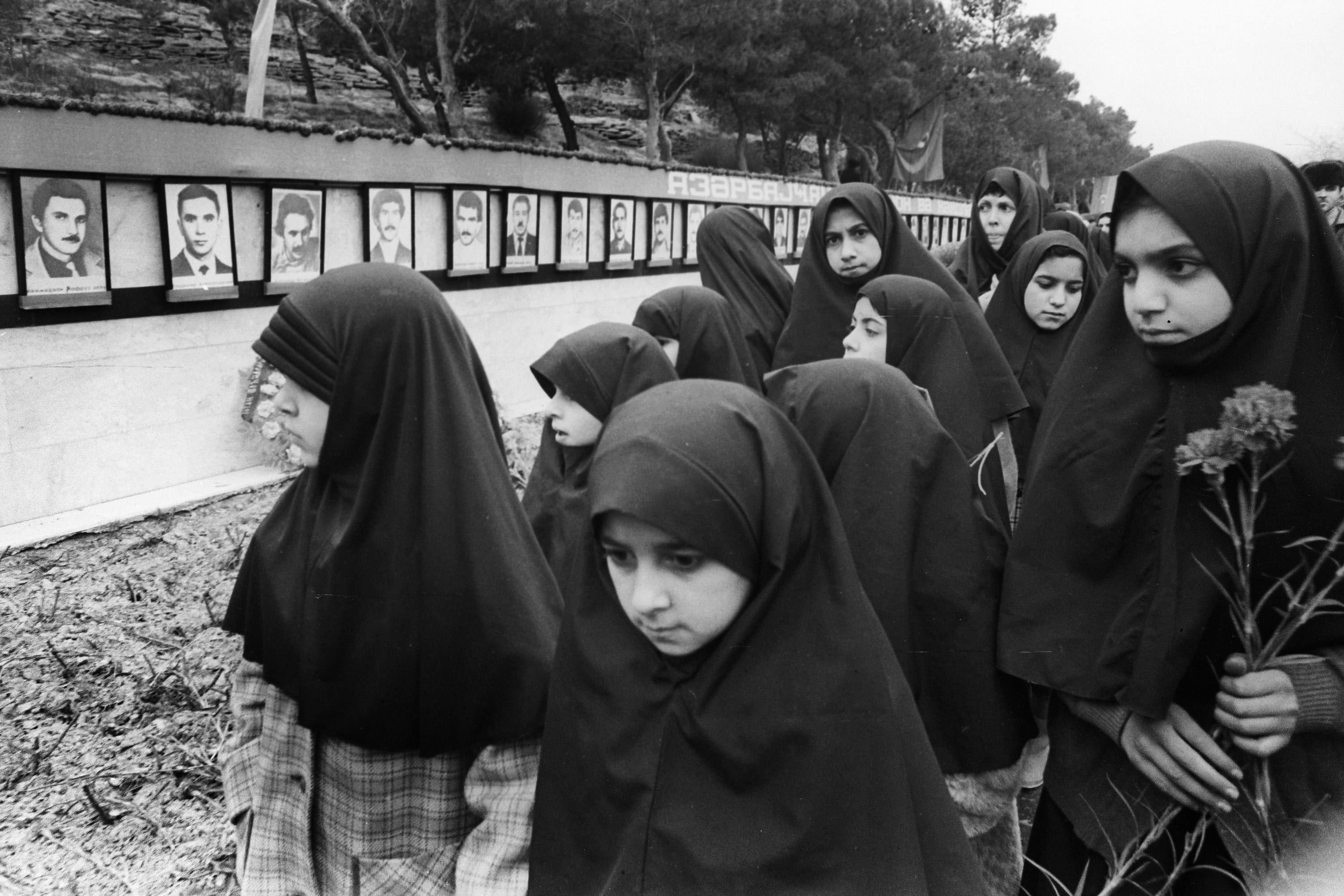
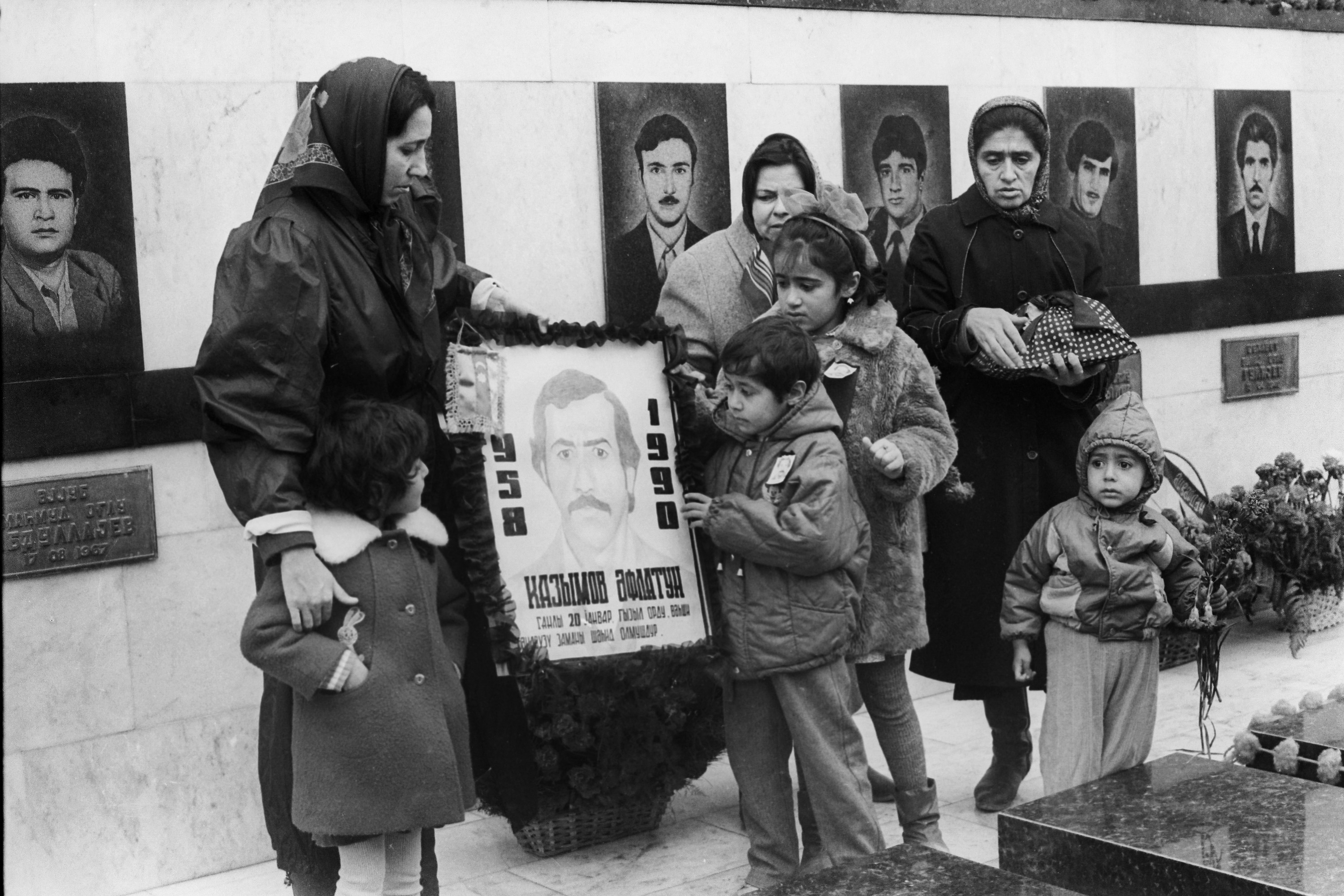
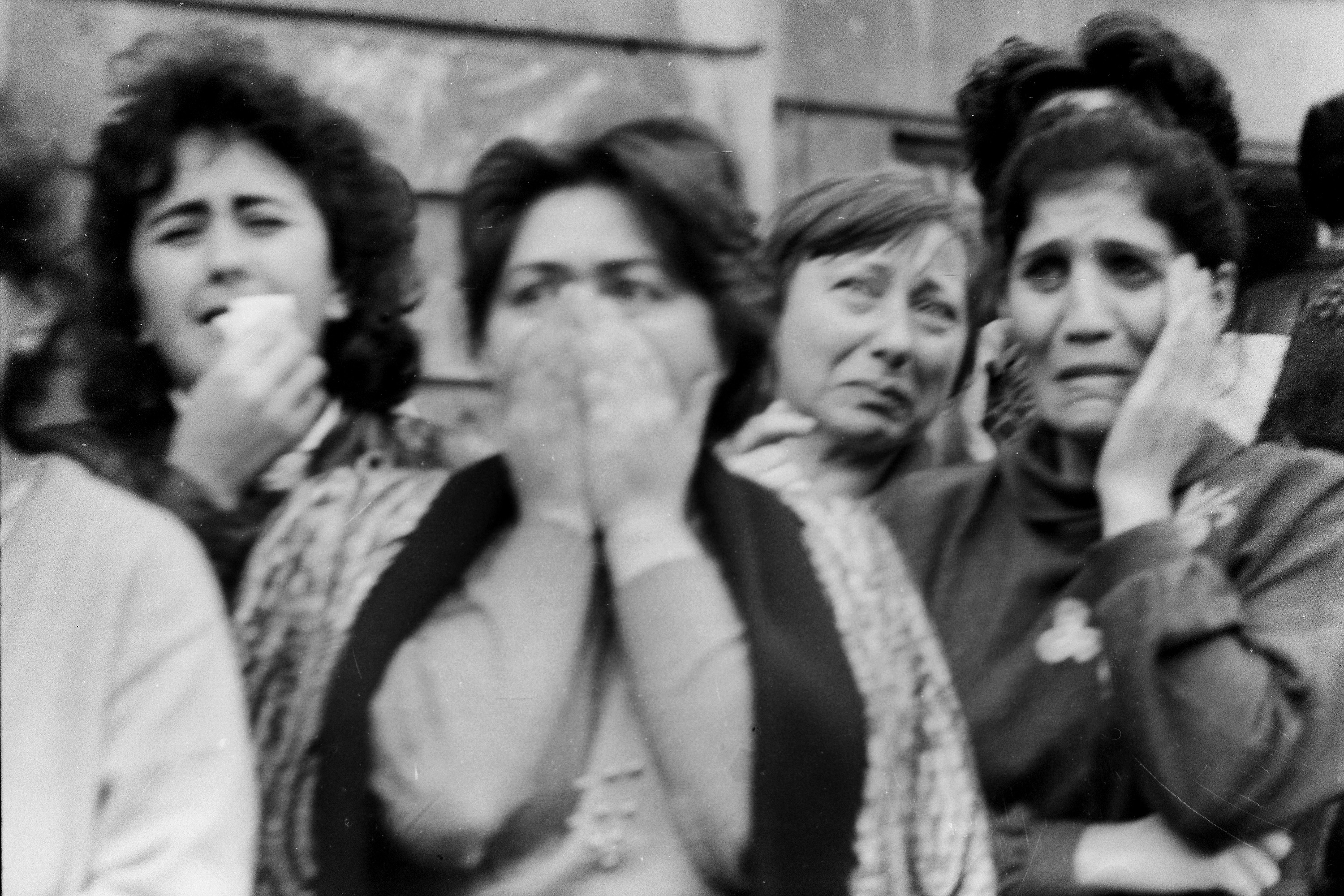

### Los políticos en el Callejón

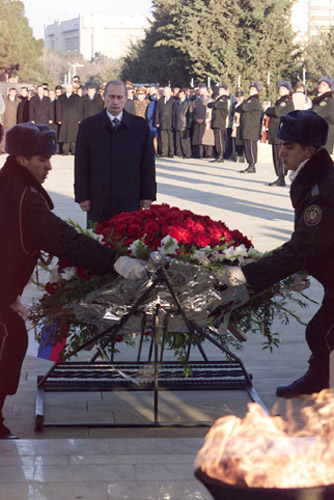
Vladimir Putin
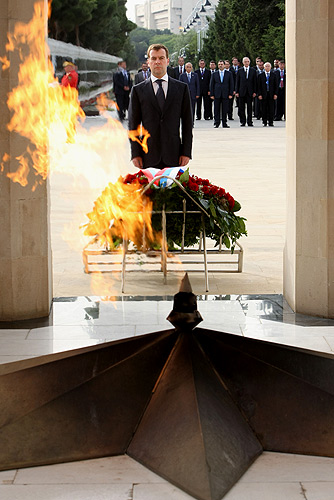
Dmitry Medvedev
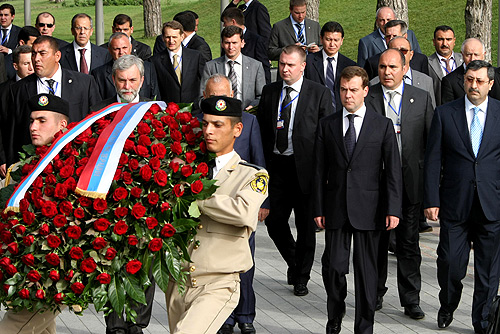
Dmitry Medvedev